# Râul Negurici
Râul Negurici este un curs de apă, afluent al râului Ungureni. 